# Always on My Mind
Always on My Mind è una canzone composta per Elvis Presley da Mark James, Wayne Carson e Johnny Christopher, anche se furono le versioni di Gwen McCrae (come You Were Always on My Mind)  e di Brenda Lee ad essere pubblicate per prime tra la primavera e l'estate del 1972.
Il singolo nella versione della cantante raggiunse il 45º posto della classifica Country di Billboard.
La versione di Elvis Presley raggiunse la posizione n°16 e una presenza totale di 16 settimane.
Altre due versioni di questa canzone che ottennero un buon successo commerciale furono quelle di Willie Nelson nel 1982 (5º posto nella Hot 100 di Billboard ) e dei Pet Shop Boys nel novembre del 1987 (vedi Always on My Mind). 
Per gli anni 1982 e 1983, Always on My Mind venne nominata canzone dell'anno dalla Country Music Association.
Il brano, seppur fortemente rivisitato, fa anche parte della colonna sonora del videogioco Silent Hill: Shattered Memories.
Dopo il divorzio tra Elvis e Priscilla, vi fu un'occasione in cui quest'ultima si recò a Las Vegas per assistere ad un concerto di Elvis. Raramente dedicava canzoni, ma richiamando l'attenzione dell'ex moglie con uno sguardo espresse con il labiale: "Questa è dedicata a te", dedicando Always on My Mind alla sempre amata compagna.

## Storia
Questa canzone nacque a causa di una discussione telefonica fra Carson e sua moglie. Johnny Christopher la ricorda così:
Ci guardammo l'un l'altro e Wayne riappese il telefono dicendo alla moglie che si sarebbero risentiti più tardi.
Egli scrisse subito le parole della canzone ed io automaticamente la suonai al pianoforte. Dopo un po' arrivò anche Mark James e lo invitammo ad arrangiare Always On My Mind in modo abbastanza definitivo, cosa che fece subito.
In seguito Wayne salì al piano superiore per inciderne un demo che eventualmente avremmo fatto ascoltare alla Monument Records.
Qualche tempo dopo, Red West, una delle guardie del corpo di Elvis, gli portò la canzone; egli stava attraversando il momento difficile causato dalla sua separazione da Priscilla ed in quel momento Always On My Mind sembrava davvero la canzone più adatta a lui.»
La versione di Presley venne pubblicata come lato B del 45 giri edito nel novembre del 1972, appaiato a Separate ways (RCA 74-0815) e fu pubblicato nel 1973 all'interno dell'album Separate Ways.
L'originale venne registrato il 29 marzo 1972, dalle ore 19 alle ore 1, presso lo studio C della RCA, Hollywood.
Il numero di master fu BPA3–1259 e la take scelta la numero 1.
Le sovraincisioni furono il 27 aprile 1972 (studio B della RCA, Nashville, Tennessee), maggio 1972 (studio C della RCA, Hollywood, California).

## Pubblicazioni
Ecco tutte le emissioni fino al 2006 pubblicate dalla RCA/BMG nella discografia di Elvis Presley di Always on my mind:
- Separate ways. 1973, LP; 1985, CD. Master.
- This is Elvis. 1981. due LP. Registrazione di prova del 30 marzo durante la session  informale che possiamo vedere nel film Elvis On Tour e nello stesso This Is Elvis. Il numero di matrice è LPA5-5821 e vi furono sovraincisi alcuni strumenti dalla Warner Brothers Orchestra condotta da Walter Scharf per la sua inclusione nel doppio LP This Is Elvis. Si tratta della seconda prova di quella giornata di questo brano.
- The Elvis medley. 1982. LP. Master.
- Always on my mind. 1985. LP e CD. Master del 29 marzo remixato.
- The great performances. 1990. LP e CD. È l'esecuzione del 30 marzo edita in This is Elvis ma qui è senza alcun tipo di sovraincisione.
- Heart and soul. 1994. CD. Master.
- Walk a mile in my shoes-The essential 70's masters. 1995. Box di 5 CD. Master.
- Great country songs. 1996. CD. Master.
- Platinum-A life in music. 1997. Box  di 4 CD. Take 2 (del 29 marzo).
- A touch of platinum–A life in music, volume 2”.' 1998, 2 CD. Take 2 (del 29 marzo).
- Burning love. 1999, CD. Master.
- Artist of the century. 1999, box di 3 CD. Master.
- The 50 greatest love songs. 2001, 2 CD. Master.
- 2nd to none. 2003, CD. Master.
- Love, Elvis. 2005, CD. Master.
- Elvis by the Presleys. 2005, 2 CD. Master.

L'etichetta danese Follow That Dream Records, una sussidiaria della RCA/BMG che pubblica CD e libri per i collezionisti di Elvis Presley, ha pubblicato a sua volta questa canzone. Ecco i dettagli delle sue emissioni:
- Elvis 6363 Sunset. 2001, CD. Take 3 (29 marzo 1972).
- Elvis On Tour-The rehearsals. 2005, CD. Prova nello studio C della RCA a Hollywood, California, 30 marzo 1972.

Anche nel mondo dei bootleg di Elvis Presley questo brano è stato pubblicato diverse volte:
- For the good times. 1993. CD. Versione senza sovraincisioni (29 marzo 1972).
- Pure diamonds, volume 4-From Nashville to Hollywood. 1996. CD. Versione senza sovraincisioni (29 marzo 1972).
- The complete On Tour session, volume 1. 1989. LP e CD. Prova del 30 marzo nello studio della RCA a Hollywood, California.
- Lost On Tour-The sequel. 1989, LP e CD. Prova del 30 marzo nello studio della RCA a Hollywood, California.